# 𐤑
La ṣade (𐤑‏‏‏‏) es la decimoctava letra del alfabeto fenicio. Representaba el sonido silbante, alveolar, predorsal y velarizado transliterado como /ṣ/ o /sˤ/, aunque otros autores defienden el sonido compuesto /tṣ/ o /tsˤ/. De esta letra derivan la ṣad‏ siríaca (ܨ), la tsadi hebrea (צ), las ṣād (ص) y ḍād (ض) árabes, la san (Ϻ) griega y las Ц Ч y Џ cirílicas.

## Historia
Aunque el origen de esta letra no es del todo claro, parece que el símbolo derivó de un «anzuelo» o quizás de la «planta de papiro». En hebreo, tsad (צד) significa «cazar» y su cognado árabe ṣād (صاد) significa tanto «cazar» como «pescar».

## Evolución fonética
Los fonemas del protosemítico septentrional ṱ, śˤ y sˤ se fusionaron en fenicio en sˤ, sonido que comúnmente se otorga a esta letra.